# Ibarrolle
Ibarrolle (en euskera: Ibarrola) es una comuna francesa, situada en el departamento de Pirineos Atlánticos y la región de Aquitania. Pertenece al territorio histórico vasco-francés de Baja Navarra.

## Heráldica
Tajado por cotiza de azur, puesta en barra: 1º, en campo de gules, una cadena de montañas de plata, movientes de la cotiza, y surmontadas de un lauburu, virgulado de oro, puesta en el flanco diestro del jefe, y 2º, en campo de sinople, ocho ovejas de su color natural, pasantes y acompañadas de una cabra, también pasante y de su color natural, con la cabeza de sable, y cornada de oro, acompañadas de un pastor de oro, con bastón y capucha del mismo metal.

## Demografía
| Gráfica de evolución demográfica de Ibarrolle entre 1800 y 2012 |
|                                                                 |

Fuentes: Ldh/EHESS/Cassini e INSEE.